# Bellavista (distrikt)
Bellavista (spanska: Distrito de Bellavista) är ett av sju distrikt som bildar den konstitutionella provinsen Callao i centrala västra delen av Peru. 
Bellavista hade vid folkräkningen 2017 en befolkning av 74 851  invånare. Distriktet grundades den 6 oktober 1915. Det har en yta av 4,56 km². 
Bellavista-distriktet ligger i södra Callaoprovinsen, några meter från Stillahavskusten. Det har en rektangulär form med en längsgående utsträckning i öst-västlig riktning av nästan 5 km och en bredd av cirka 780 m. Bellavista-distriktet är en del av Limas storstadsområde och är helt urbant.
Bellavista gränsar i söder till La Perla, i väster och norr till distriktet Callao, i öster till Lima samt i sydöst till San Miguel, de båda sistnämnda distrikten ligger i provinsen Lima.